# Amanda (cantora)
Amanda Louisa Kretz Lameche (French Alps, 24 de março de 1985), conhecida profissionalmente como Amanda, é uma cantora francesa que começou a sua carreira musical após sua família se mudar para a Suécia. Ela foi descoberta aos 10 anos pela esposa de Anders Bagge, que se tornou um dos seus compositores. Murlyn Songs se tornaram seus produtores.
Amanda se tornou a primeira jovem a assinar um contrato com a gravadora Maverick que pertence a  Madonna. Ela fez sua estreia profissional com a canção "You Don't Stand a Chance" que fez parte da trilha sonora do filme Rugrats in Paris. Em 2000, Lameche gravou seu álbum de estreia, intitulado Everybody Doesn't, que foi lançado em 2001. A faixa-título,  "Everybody Doesn't", foi seu primeiro e único single, alcançando a 81ª posição na parada Billboard Hot 100. Antes do lançamento, ela fez uma turnê de rádio que passou por 40 cidades para divulgar o single.
A irmã mais nova de Amanda, Anaïs Lameche, também é uma cantora e ficou conhecida por fazer parte do grupo Play, que vendeu mais de um milhão de álbuns.